# Bernard Courtault

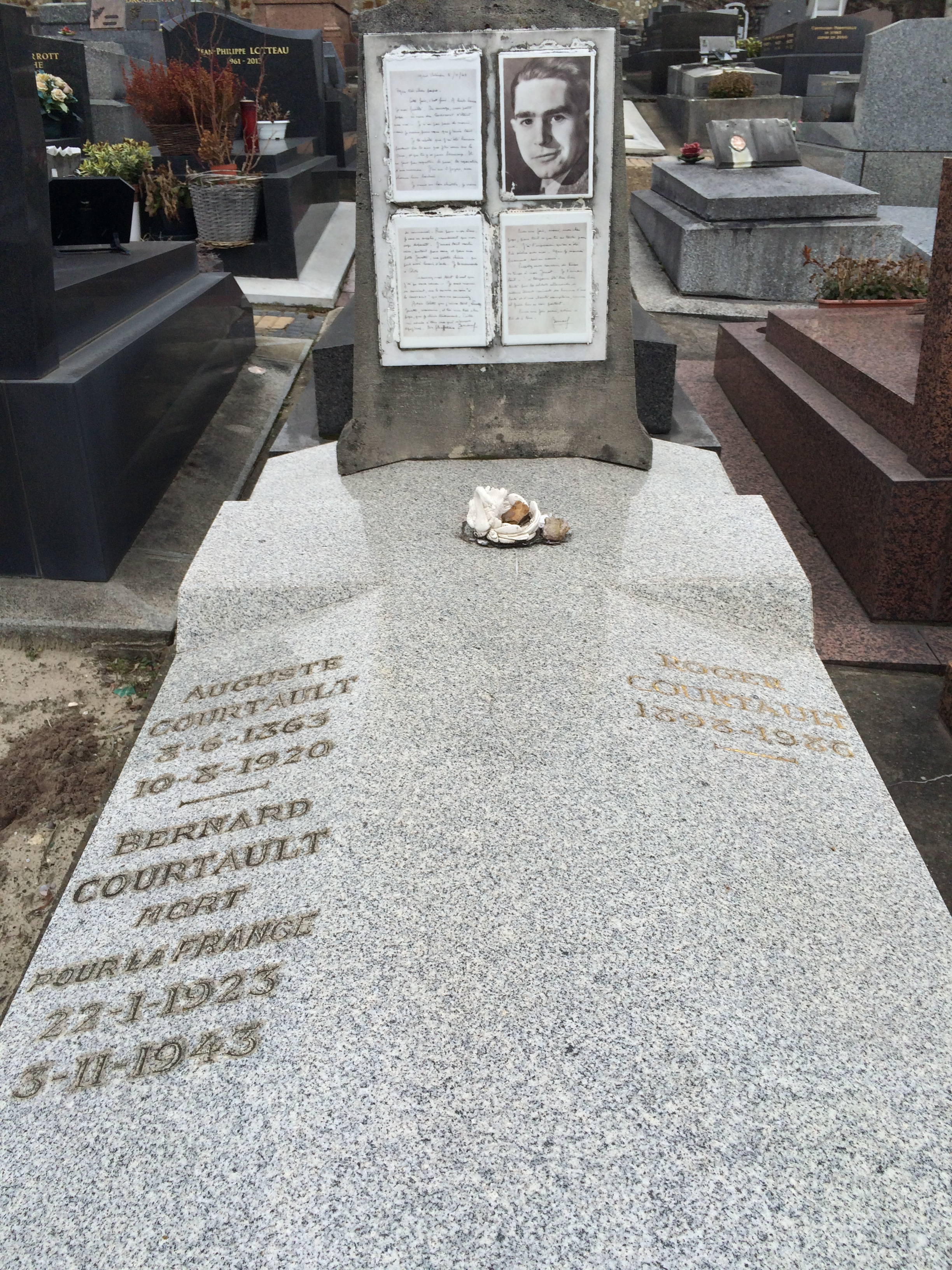
Sépulture de Bernard Courtault au cimetière ancien de Puteaux (92).

Bernard Courtault, né le 22 janvier 1923 à Notre-Dame-de-Gravenchon (Seine-Maritime) et mort le 3 novembre 1943 au Mont-Valérien, est un résistant français, membre du groupe de la Résistance étudiante chrétienne du lycée Paul-Langevin (Suresnes), fusillé pour avoir participé à l'attentat du café de L’Hôtel de la Terrasse (17e arrondissement de Paris), où une quarantaine de soldats allemands prenaient leur petit-déjeuner.
Il est célèbre pour avoir adressé à son père une dernière lettre d'adieux, dont le fac-similé accompagne sa stèle dans la forteresse du Mont-Valérien. La pièce de théâtre Tribuna XXI écrite par sa petite sœur Jane Audoli (2009) raconte son histoire.

## Biographie

### Origines et formation

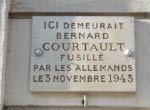
Plaque 43 rue Paul-Bert à Puteaux, où il a grandi.

Fils de Gustave Courtault, marchand de porcs, et d’Alexandrine Giand, Bernard Courtault grandit à Puteaux. Il étudie au lycée Édouard-Benes de Suresnes (actuel lycée Paul-Langevin), dans la commune voisine, avant de rejoindre l’École normale d’Alençon de 1939 à 1942. À Puteaux, une plaque indique qu'il résidait au 43 rue Paul-Bert.

### Résistance
Membre du groupe de la Résistance étudiante chrétienne du lycée Paul-Langevin, Bernard Courtault assure le 12 juillet 1943 la protection d’André Gaudin, étudiant qui lance une grenade vers 8 heures dans la salle du café-restaurant La Terrasse (74 avenue de la Grande-Armée, 17e arrondissement de Paris), où une quarantaine de soldats allemands prennent leur petit-déjeuner. Trois soldats allemands sont blessés, dont deux grièvement, ainsi qu’une interprète allemande. Blessé par balle au pied droit lors de l'attaque, Bernard Courtault est emmené à l'hôpital Marmottan avec deux civils également touchés lors des échanges de coups de feu.
Dans la confusion qui suit la fusillade, Bernard Courtault n'est pas inquiété. Des témoins donnent le signalement de deux jeunes hommes. Lors de son audition à l'hôpital Marmottan, il avoue et  révèle qu'André Gaudin est un ancien copain de collège, qui loge à l’hôtel du 16 rue des Acacias (17e arrondissement de Paris), non loin du domicile de Bernard Courtault. En fouillant ses vêtements, les policiers trouvent une cartouche de 7,65 mm dans l’une de ses chaussettes. Emmené ensuite à l'hôpital de la Salpêtrière, il est livré aux Allemands.
Interné à la prison de Fresnes, il comparaît le 4 octobre 1943 devant le tribunal militaire XXI de la SS qui le condamna à mort pour « activité de franc-tireur ». Dans sa vingtième année, Bernard Courtault est ainsi passé par les armes le 3 novembre 1943 au Mont-Valérien et inhumé au cimetière parisien de Saint-Ouen (Seine-Saint-Denis).

### Lettre d'adieu

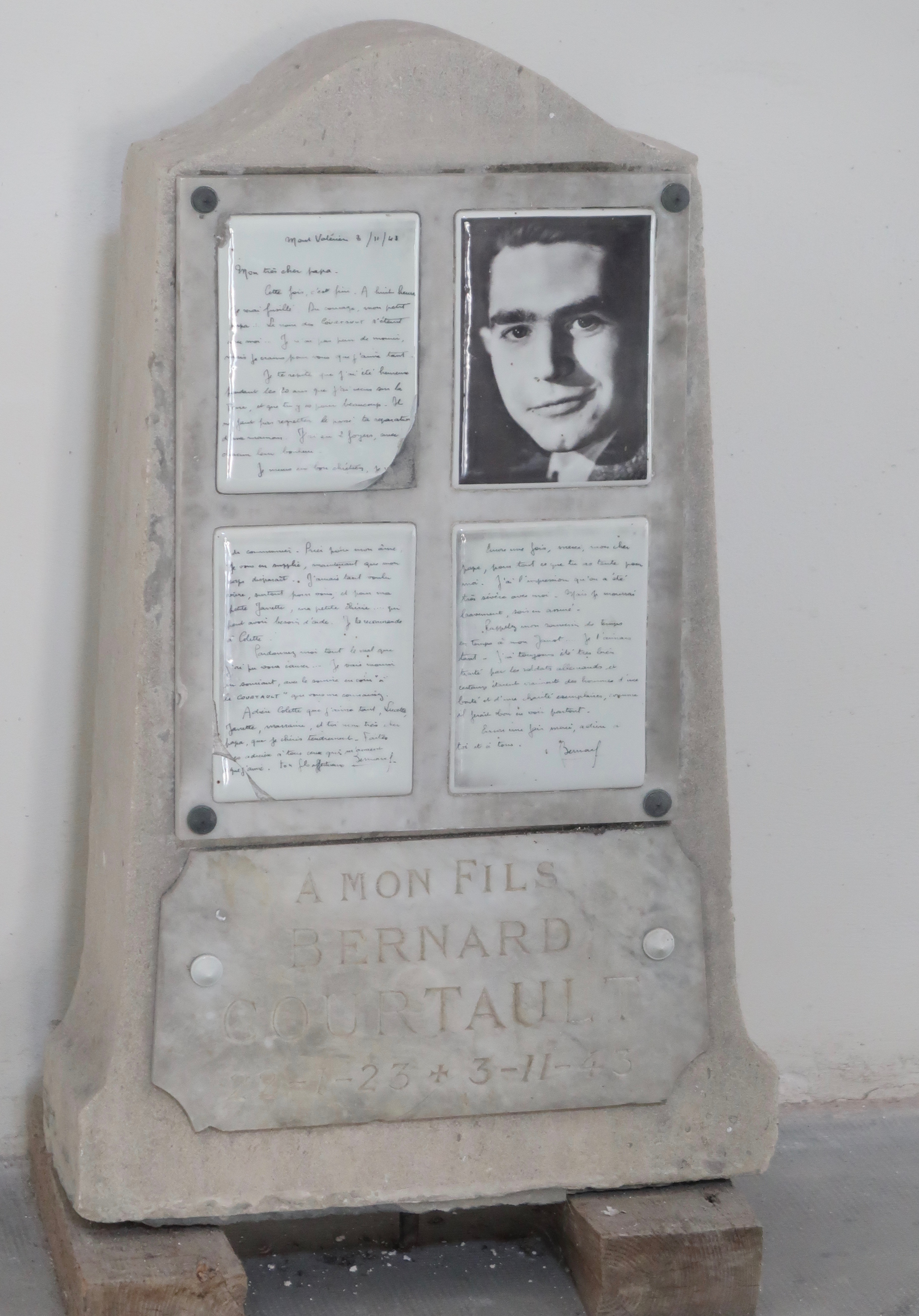
Stèle reproduisant sa lettre dans la chapelle des fusillés, au sein de la forteresse du Mont-Valérien.

Il laisse derrière lui une lettre d'adieu à son père rendue célèbre par la stèle érigée à son honneur au Mont-Valérien, par le recueil épistolaire Lettres du Mont-Valérien ou encore par l'oeuvre Tribunal XXI, les derniers jours d'un résistant dans sa 21e année (2009) de Jane Audoli, sa sœur, où Bernard Courtault est interprété par Olivier Sitruk. Il est décrit comme un « héros de la Patrie » par Geneviève Darrieusecq, secrétaire d'État auprès de la ministre des Armées, dans son discours du 22 février 2019. Sa lettre est citée dans plusieurs livres consacrés,.
« Mont-Valérien 3/11/43,
   Mon très cher papa,  
   Cette fois, c’est fini. À huit heures je serai fusillé. Du courage mon petit papa. Le nom des Courtault s’éteint avec moi. Je n’ai pas peur de mourir, mais je crains pour vous que j’aime tant.
   Je te répète que j’ai été heureux pendant les 20 ans que j’ai vécus sur la Terre, et que tu y es pour beaucoup. Il ne faut pas regretter le passé, ta séparation d’avec maman. J’ai eu 2 foyers, avec chacun leur bonheur.
   Je meurs en bon chrétien, je viens de communier. Priez pour mon âme, je vous en supplie, maintenant que mon corps disparaît. J’aurais tant voulu vivre, surtout pour vous et ma petite Janette, ma petite chérie, qui peut avoir besoin d’aide. Je la recommande à Colette.
   Pardonnez moi tout le mal que j’ai pu vous causer. Je vais mourir en souriant, avec le sourire en coin « à la Courtault » que vous me connaissez.
   Adieu Colette que j’aime tant, Lucette, Jeannette, Marraine, et toi même très cher papa, que je chéris tendrement. Faîtes (sic)  mes adieux à tous ceux qui m’aiment et que j’aime.
   Ton fils affectueux
                        Bernard »

## Hommages
Après la guerre, une réinhumation a lieu dans la tombe familiale du cimetière ancien de Puteaux, et le nom de Bernard Courtault est inscrit sur le monument aux martyrs de la Résistance de la ville.
Une plaque commémorative fut apposée sur la façade du 43, rue Paul-Bert et sur son acte de naissance figure la mention « Mort pour la France ».

## Sources et références
1. ↑  « Fiche pratique n° 17 L'ESPRIT DE TRANSMISSION : LE PARTENARIAT ENTRE LA VILLE DE PUTEAUX ET L'ASSOCIATION NATIONALE « MÉMOIRES DU MONT-VALÉRIEN » - Guide des usages, du protocole et des relations publiques », sur www.territorial.fr (consulté le 21 mai 2019)
2. ↑  « Elle fait revivre son frère fusillé au mont Valérien », Le Parisien,‎ 18 juin 2010 (lire en ligne)
3. 1 2 3  Daniel Grason, « COURTAULT Bernard, Maurice, Roger », sur Le Maitron (consulté le 21 mai 2019)
4. ↑  Mairie de Puteaux, « Hommage au résistant Bernard Courtault », sur Mairie de Puteaux (consulté le 21 mai 2019)
5. ↑  Pierre MANSAT, « Inauguration de la Place Joseph Epstein, dirigeant des FTP-MOI », sur Alternatives (consulté le 21 mai 2019)
6. 1 2  « Discours de Geneviève DARRIEUSSECQ, secrétaire d’Etat auprès de la ministre des Armées », sur www.defense.gouv.fr (consulté le 21 mai 2019)
7. ↑  Pierre Giolitto, Histoire de la jeunesse sous Vichy, Perrin, 1991
8. ↑  Patrick Démerin, Passion d'Allemagne : Une citadelle instable, autrement Éditions, 1983